# Шерил Ли
Шерил Ли (енгл. Sheryl Lee; Аугзбург, 22. април 1967) је америчка глумица. Популарност је стекла улогама Лоре Палмер и Мејди Фергусон у телевизијској серији Твин Пикс као и улогом у филму Твин Пикс: Ватро, ходај са мном из 1992. године који је номинован за Златну палму на филмском фестивалу у Кану. Познате су и њене улоге у филмовима Backbeat и Vampires, као и улоге у телевизијским серијама Доктори из Ел-Еја, Кингпин, Три хил и Прљави новац.